# Обилићево
Обилићево је градска четврт у Бањој Луци, Република Српска, БиХ. Налази се на десној обали Врбаса јужно од центра града. Састоји се из двије мјесне заједнице Обилићево 1 и Обилићево 2. Према броју бирача на Општим изобрима у БиХ 2014, Обилићево је представљало највеће бањалучко насеље са 16.743 бирача. Насеље је добило име по Милошу Обилићу, а током историје носило је и назив Мејдан. Међу Бањалучанима у неформалном говору је и даље актуелан назив Мејдан.
Просторије мјесних заједница Обилићево 1 и Обилићево 2 налазе се на адреси Цара Лазара 52.

## Географија
У Обилићеву се налази Спортска дворана Обилићево и Градско позориште Јазавац.
Центар насеља, познат и као "Мала чаршија", поред старих приземних и објеката на спрат, препознатљив је и по два солитера од по 8 спратова, који су изграђени крајем педесетих година ХХ вијека према пројекту архитекте Неџада Хотића. Између наведених солитера налази се простор трга (који се користи као паркинг, раније и као пијаца) и спратног објекта са самопослугом (супермаркетом) у приземљу и робном кућом (непрехрамбеном робом, данас кинеском продавницом) на спрату. Постоје планови да се овом простору поново врати намјена трга.

## Образовање
На подручју Обилићева налазе се:

#### Двије основне школе:
- ОШ "Доситеј Обрадовић"
- ОШ "Петар Петровић Његош"

#### Једна државна средња школа:
- Угоститељско-трговинско-туристичка школа

#### Једна приватна средња школа:
- Средњошколски центар "Гемит-Апеирон"

#### Неколико факултетаУниверзитета у Бањој Луци:
- Машински факултет
- Технолошки факултет
- Правни факултет
- Економски факултет

Неколико приватних факултета, као што су Паневропски универзитет "Апеирон" и Banja Luka College (BLC).

#### Дјечији вртићи:
- Вртић "Бубамара"
- Вртић "Марија Мажар"
- Вртић "Невен"
- Вртић "Полетарац"
- Вртић "Цврчак"
- Вртић "Луна"

Наведени вртићи су у саставу Јавне установе "Центар за предшколско васпитање и образовање". На подручју насеља налази се и неколико приватних вртића.
У Обилићеву је сједиште Републичког педагошког завода Републике Српске.

## Становништво
Према претпосљедњем попису становништва из 1991., насеље Обилићево је бројало 19.090 становника, сљедећег националног састава:
- Срби — 7.575
- Хрвати — 1.112
- Муслимани — 5.854
- Југословени — 3.770
- остали — 779

## Јавни превоз
Кроз Обилићево пролазе сљедеће аутобуске линије:
- линија 3 (ЕТФ (Центар) – Врбања – Зелени Вир)
- линија 3Б (ЕТФ (Центар) – Дебељаци)
- линија 7 (Лауш - Паприковац - Центар - Обилићево (TO Бема))
- линија 9 (Кумсале - Центар – Десна Новоселија)
- линија 10 (Аутобуска станица – Обилићево)
- линија 13 (Лазарево – Обилићево (ТО Бема))
- линија 13П (Обилићево (Крфска) – Петрићевац)
- линија 14 (Старчевица - Центар – Старчевица)
- линија 17 (Обилићево - Нова болница)

## Планови

### Мост у насељу Долац, нови симбол Бање Луке
У августу 2019. расписан је Међународни Општи јавни конкурс за израду идејног урбанистичко-техничког рјешења моста означеног као мост у „насељу Долац”, у жељи да се добије одговарајуће архитектонско рјешење моста на позицији од посебног културно-историјског и амбијенталног значаја за Бању Луку, а који ће повезивати насеља Обилићево и Старчевица на најбржи начин са самим центром града.

## Галерија фотографија
- Градски мост, повезује Обилићево са Центром
- Нови мост на локацији Зеленог моста, повезује Обилићево и Кочићев вијенац
- Улица цара Лазара и вишеспратнице у центру Обилићева
- Архитектура модерне, стамбено-пословни солитер из 1960-их година
- Кружни ток у Крфској улици, у позадини зграда у којој је култна сластичарна "Дулчинеа"
- Новоизграђене стамбено-пословне зграде у Обилићеву
- Пјешачка и спортско-рекреативна зона уз ријеку Врбас и Зелени мост
- Шеталиште уз ријеку Врбас, повезује Обилићево и Српске топлице
- Зграда Републичког педагошког завода  Републике Српске
- Спортска дворана Обилићево
- Правни факултет
- Основна школа "Петар Петровић Његош"
- Црква Св. Василија Острошког
- Црква Св. Василија Острошког